# سام فيليبس (موسيقية)
سام فيليبس (بالإنجليزية: Sam Phillips)‏ هي موسيقية ومغنية مؤلفة ومغنية وكاتبة غنائية أمريكية، ولدت في 28 يناير 1962 في غلينديل في الولايات المتحدة.

## وصلات خارجية
- الموقع الرسمي
- سام فيليبس على موقع IMDb (الإنجليزية)
- سام فيليبس على موقع ميوزك برينز (الإنجليزية)
- سام فيليبس على موقع ميوزك برينز (الإنجليزية)
- سام فيليبس على موقع إن إن دي بي (الإنجليزية)
- سام فيليبس على موقع أول ميوزيك (الإنجليزية)
- سام فيليبس على موقع ديسكوغز (الإنجليزية)
- سام فيليبس على موقع قاعدة بيانات الفيلم (الإنجليزية)